# Cerro de la Golondrina-Salesianos
Cerro de la Golondrina-Salesianos es un barrio perteneciente al distrito Centro de la ciudad de Córdoba (España). Está situado en la zona oeste del distrito. Limita al norte con el barrio de San Lorenzo; al este, con el barrio de Viñuela-Rescatado; al sur, con los barrios de La Fuensanta y Santiago; y al oeste, con los barrios de La Magdalena y de nuevo con el barrio de San Lorenzo.

## Monumentos y lugares de interés
- Muralla de la Ajerquía
- Colegio de San Francisco de Sales